# 双子のパラドックス
物理学において、双子のパラドックス（そうしのパラドックス、英語: The Twin Paradox）は、特殊相対性理論における思考実験であり、一卵性双生児の片方が高速ロケットで宇宙を旅し、帰還すると地球に残った双子の方が年を取っている事に気づくと言うものである。
この結果は不可解に思える。
なぜなら、双子はそれぞれもう一方が動いているのを見ているため、時間の遅れと相対性原理の誤ったそして素朴な適用の結果として、逆説的にも、それぞれがもう一方が年を取っていないと気づくはずである。
しかし、このシナリオは特殊相対性理論の標準的な枠組みの中で解決出来る。
つまり、旅する双子の軌道には、往路と復路の2つの異なる慣性系が関与している。別の見方としては、旅する双子は加速を受けていると認識し、それによって双子を非慣性観測者にすると言うものである。
また、『高速ロケットに乗っている者の視点から見た宇宙はローレンツ収縮を起こしている（地球だけではなく自分以外の全てが自分から遠ざかっている）が、地球に残った者の視点から見た宇宙はローレンツ収縮を起こしていない（高速ロケットのみが自分から遠ざかっている）。』と考えることもできる。
いずれの見方でも、双子の時空経路に対称性はない。
したがって、双子のパラドックスは、論理的矛盾と言う意味でのパラドックスではない。
双子のパラドックスの解決については、いまだ議論が続いている。
1911年のポール・ランジュバンに始まり、このパラドックスにはさまざまな説明がなされて来た。
これらの説明は、「異なるフレームにおける同時性の異なる基準の影響に焦点を当てたものと、[旅する双子が経験する] 加速を主な理由とするものとに分けられる」。
マックス・フォン・ラウエは1913年に、旅する双子は往路と復路で2つの別々の慣性フレームにいなければならないため、このフレームの切り替えが老化の違いの原因であると主張した。アルバート・アインシュタインとマックス・ボルンが提唱した説明では、重力による時間の遅れを引用して、老化を加速の直接的な影響として説明した。しかし、この効果を説明するのに一般相対性理論も加速さえも必要ない事が証明されている。
2人の宇宙飛行士が折り返し地点ですれ違い、その時点で時計を同期させた場合も、この効果は依然として当てはまるからである。
折り返し地点での状況は、出発点から遠ざかる観測者と出発点に向かう観測者のペアがすれ違い、最初の観測者の時計の読みが2番目の観測者の時計の読みに転送され、両者とも一定の速度を維持し、旅の終わりに両方の移動時間が加算される状況と考える事が出来る。

## 歴史
アルバート・アインシュタインは1905年に発表した特殊相対性理論に関する有名な論文で、A点とB点に置かれた2つの静止した同期時計について、A点の時計を直線ABに沿って動かし、B点で停止させると、A点から移動した時計はB点の時計より遅れるだろうと推論した。彼は、この結果はA点からB点への経路が多角形または円形の場合にも当てはまると述べた。アインシュタインはこれを特殊相対性理論の自然な帰結であり、一部の人が示唆したようなパラドックスではないと考え、1911年にこの結果を次のように再述し、詳しく説明した（物理学者ロバート・レズニックのコメントはアインシュタインのコメントに続く）：
アインシュタイン︰「生きている生物を箱に入れれば、その生物は、どんなに長い飛行をした後でも、ほとんど変化のない状態で元の場所に戻る事が出来、元の場所に留まっていた対応する生物は、すでにずっと前に新しい世代に取って代わられている事になる。移動する生物にとっては、移動がほぼ光速で行われたとすれば、長い旅の時間はほんの一瞬である。」
レズニック︰「静止している生物が男性で、移動している生物がその双子の場合、旅行者が家に帰ると、双子の兄弟は自分よりもずっと年老いている。このパラドックスは、相対性理論では、どちらかの双子がもう一方を旅行者と見なす可能性があり、その場合、どちらももう一方を年下だと感じるはずであると言う主張を中心にしている。これは論理的矛盾である。この主張は、双子の状況が対称的で交換可能である事を前提としているが、これは正しくない。さらに、利用可能な実験が行われており、アインシュタインの予測を裏付けている。」
1911年、ポール・ランジュバンは、「γ = 100」ローレンツ因子 (光速の 99.995%) で旅をする旅行者の話を「印象的な例」として挙げた。旅行者は1年間、発射体の中に留まり、その後方向を反転する。帰還すると、旅行者は2歳年を取っているが、地球では200年が経過している。旅の間、旅行者と地球は一定の割合で信号を送り続ける。この事から、ランジュバンの話は双子のパラドックスのドップラーシフト版に分類される。信号速度に対する相対論的効果は、異なる老化速度を説明するために使用される。旅行者だけが加速を受けたために生じた非対称性は、違いがまったくない理由を説明するために使用される。「速度の変化、または加速には絶対的な意味がある」ためである。
マックス・フォン・ラウエ (1911年, 1913年) は、ランジュバンの説明を詳しく述べた。ヘルマン・ミンコフスキーの時空形式論を用いて、ラウエは慣性運動する物体の世界線が2つの事象間の固有経過時間を最大化する事を証明した。また、非対称老化は、宇宙飛行士の双子が2つの別々のフレームで移動するのに対し、地球の双子は1つのフレームにとどまると言う事実によって完全に説明され、加速時間は慣性運動時間と比較して任意に小さくする事が出来ると書いた。最終的に、ハルズベリー卿らは「3 兄弟」アプローチを導入して加速を排除した。移動する双子は、反対方向に移動する3番目の双子に時計の読みを移す。加速効果を回避する別の方法は、相対論的ドップラー効果の使用である (以下の § それがどのように見えるか︰相対論的ドップラーシフトを参照)。
アインシュタインもランジュバンも、このような結果を問題視しなかった。アインシュタインはそれを「奇妙」と呼んだだけだったが、ランジュバンはそれを絶対的な加速の結果として提示した。 両者は、双子の物語によって示された時間差からは自己矛盾は構築出来ないと主張した。言い換えれば、アインシュタインもランジュバンも、双子の物語が相対論的物理学の自己一貫性への挑戦を構成するとは考えていなかった。

## 誤解
以下の相対論に関わるパラドックスは、ときに「双子のパラドックス」として誤って紹介される事がある。これらは双子のパラドックスとは別物である。
- ロケットに乗っている兄の方が歳を取りにくくなる（ウラシマ効果）。
- 兄の乗ったロケットが慣性運動（等速直線運動）をしているとき、相対性により、弟から見ると兄のほうが歳を取りにくく見え、兄のほうから見ると弟のほうが歳を取りにくく見える。

なお、双子のパラドックスは、光速に近い速度で動いた兄が、再び弟のところに戻ってきたときに起こる現象の事であるとされるが、これは光速に近い速度でなければ双子のパラドックスが起こらないものと誤解されやすい。先に述べたとおり、兄が弟から遠ざかっていさえすれば、兄の方が弟よりも若くなる。ただし、兄のロケットが光速度よりはるかに低速な場合は、時間の遅れは微々たるものになってしまう。ロケットの速度が光速に近いとしているのは、時間の遅れを増やす事でストーリーとしての面白みを加える為に過ぎない。
また、加速度を扱うのだから特殊相対性理論では扱えないとするのは誤りである。観測対象（この場合では弟から見た兄）が加速度を持っている状況においても、時間を微小区間で考えて一定の速度として扱えば特殊相対性理論でも扱うことができる。このパラドックスの本質的な問題点は、兄が観測者の時、途中で兄が加速度を持ってしまっているところにある。
特殊相対性理論ではx-ct系のグラフ（時空図）で幾何学的に考えれば、双曲線は同じ年を取るのに必要なグラフ上の位置に相当する。ロケットが折り返した後については、合流地点を原点とみなした上下反転の双曲線を考えれば、ロケットの方が少ないマス目しか通過しないことから、ロケット（兄）の方が若くなることは示せる。

## 具体例
地球に滞在する人の座標系、宇宙船に乗っている人についての座標系をそれぞれK系とK'系と呼ぶことにする。いま旅行の手順の時間については地球にいる人からみた計画で行われるとする。ここでは地球の影響による時間の流れの変化は無視するとする。
2000年1月1日から2006年1月1日までの旅行を考える。2192日間を365.3日の6つの段階に分ける。
- 段階1 - 宇宙船が静止した状態から一定の固有加速度を受け、K系から見た時間で1年間で光速の90%の速度に加速される。
- 段階2 - 宇宙船は光速の90%の速度で、K系から見た時間で1年間等速直線運動をする。
- 段階3 - 宇宙船は一定の固有加速度を受け、光速の90%の速度からK系から見た時間で1年間かけて減速し目的の場所に到着静止する。
- 段階4 - 宇宙船は静止した状態から一定の固有加速度を受け、K系から見た時間で1年間で地球向きに光速の90%の速度に加速される。
- 段階5 - 宇宙船は光速の90%の速度で、K系から見た時間で1年間等速直線運動をする。
- 段階6 - 宇宙船は一定の固有加速度を受け、K系で見た時間で1年間かけて減速し地球に到着静止する。

このそれぞれの段階について宇宙船に乗っている人から見た時間、固有時間を求める。
宇宙船の固有時間と静止した状態との時間との関係は次の式で与えられる。
{\displaystyle \Delta \tau =\int {\sqrt {1-(v(t)/c)^{2}}}\ dt\ }
加速と減速の物理現象の対称性から段階1、3、4、6は同じ時間を宇宙船からみて感じる固有時間は等しいので段階1についてのみ考える。

### 段階1について
固有時間を求める式は次のように表される。
段階1 {\displaystyle :\quad c/a\ {\text{arcsinh}}(aA/c)\,}
ここでAはK系からみた時間で今考えている例では一年である。aは固有加速度である。ここでaとAと最終的な速度には次の関係がある
{\displaystyle aA=v/{\sqrt {1-v^{2}/c^{2}}}}
これからaは{\displaystyle 19.624m/s^{2}}となり
よってこの段階の宇宙船の固有時間は{\displaystyle 2.25\times 10^{7}}秒となる。
方向が異なる等速直線運動なので段階2,段階5は同じ時間を宇宙船からみて感じる固有時間は等しい、よって段階2についてのみ考える。

### 段階2について
段階2 {\displaystyle :\quad T\ {\sqrt {1-v^{2}/c^{2}}}}
ここでTはK系から見た時間を表していて、例の場合には1年である。
よって宇宙船が感じる固有時間は{\displaystyle 1.38\times 10^{7}}秒となる。
以上の結果からすべての時間を足し合わせると宇宙船が旅行から戻ってきたときには宇宙船の時計はだいたい2003年9月22日の時刻を表していると求められる。

## 一次参考文献
1. ↑  Einstein, Albert (1905). “On the Electrodynamics of Moving Bodies” (英語). Annalen der Physik 17 (10):  891 (§4の終わりに). Bibcode: 1905AnP...322..891E. doi:10.1002/andp.19053221004.
2. ↑  Einstein, Albert (1911). “Die Relativitäts-Theorie”. Naturforschende Gesellschaft, Zürich, Vierteljahresschrift 56:  1–14.
3. ↑  Langevin, P. (1911), “The evolution of space and time”, Scientia X:  31–54 1973年に J.B. Sykes によってフランス語原文から翻訳された︰「L'évolution de l'espace et du temps」
4. ↑  von Laue, Max (1911). “Zwei Einwände gegen die Relativitätstheorie und ihre Widerlegung (Two Objections Against the Theory of Relativity and their Refutation)”. Physikalische Zeitschrift 13:  118–120.
5. ↑  von Laue, Max (1913). Das Relativitätsprinzip (The Principle of Relativity) (2 ed.). Braunschweig, Germany: Friedrich Vieweg. OCLC 298055497
6. ↑  von Laue, Max (1913). “Das Relativitätsprinzip (The Principle of Relativity)”. Jahrbücher der Philosophie 1:  99–128.
7. ↑  「我々は加速のこの絶対的な特徴が別の形で現れるのを見る事になるだろう。」 (「Nous allons voir se manifester sous une autre forme ce caractère absolu de l'accélération.」), Langevin1911の82ページ

## 二次参考文献
1. ↑  Crowell, Benjamin (2000) (英語). The Modern Revolution in Physics (illustrated ed.). Light and Matter. p. 23. ISBN 978-0-9704670-6-5 23ページの抜粋
2. ↑  Serway, Raymond A.; Moses, Clement J.; Moyer, Curt A. (2004) (英語). Modern Physics (3rd ed.). Cengage Learning. p. 21. ISBN 978-1-111-79437-8 21ページの抜粋
3. ↑  D'Auria, Riccardo; Trigiante, Mario (2011) (英語). From Special Relativity to Feynman Diagrams: A Course of Theoretical Particle Physics for Beginners (illustrated ed.). Springer Science & Business Media. p. 541. ISBN 978-88-470-1504-3 541ページの抜粋
4. ↑  Ohanian, Hans C.; Ruffini, Remo (2013) (英語). Gravitation and Spacetime (3rd ed.). Cambridge University Press. p. 176. ISBN 978-1-139-61954-7 176ページの抜粋
5. ↑  Hawley, John F.; Holcomb, Katherine A. (2005) (英語). Foundations of Modern Cosmology (illustrated ed.). Oxford University Press. p. 203. ISBN 978-0-19-853096-1 203ページの抜粋
6. ↑  P. Mohazzabi, Q. Luo; J. of Applied Mathematics and Physics, 2021, 9, 2187–2192ページ
7. ↑  Debs, Talal A.; Redhead, Michael L.G. (1996). “The twin "paradox" and the conventionality of simultaneity” (英語). American Journal of Physics 64 (4):  384–392. Bibcode: 1996AmJPh..64..384D. doi:10.1119/1.18252.
8. ↑  Miller, Arthur I. (1981) (英語). Albert Einstein's special theory of relativity. Emergence (1905) and early interpretation (1905–1911). Reading: Addison–Wesley. pp. 257–264. ISBN 0-201-04679-2
9. ↑  Max Jammer (2006) (英語). Concepts of Simultaneity: From Antiquity to Einstein and Beyond. The Johns Hopkins University Press. p. 165. ISBN 0-8018-8422-5
10. ↑  Schutz, Bernard (2003) (英語). Gravity from the Ground Up: An Introductory Guide to Gravity and General Relativity (illustrated ed.). Cambridge University Press. p. 207. ISBN 978-0-521-45506-0207ページの抜粋
11. ↑  Baez, John (1996年). “Can Special Relativity Handle Acceleration?” (英語). 2017年5月30日閲覧。
12. ↑  “How does relativity theory resolve the Twin Paradox?” (英語). Scientific American. 2017年5月30日閲覧。
13. ↑  David Halliday et al., The Fundamentals of Physics, John Wiley and Sons, 1997
14. ↑  Paul Davies  About Time, Touchstone 1995, ppf 59.
15. ↑  John Simonetti. “Frequently Asked Questions About Special Relativity - The Twin Paradox” (英語). Virginia Tech Physics. 2020年5月25日閲覧。
16. ↑  Resnick, Robert (1968). “Supplementary Topic B: The Twin Paradox” (英語). Introduction to Special Relativity. place:New York: John Wiley & Sons, Inc.. p. 201. ISBN 0-471-71725-8. LCCN 67-31211. August Kopff, Hyman Levy（翻訳者）, The Mathematical Theory of Relativity (London: Methuen & Co., Ltd., 1923), p. 52, G.J. Whitrow の引用, The Natural Philosophy of Time (New York: Harper Torchbooks, 1961), p. 215.
17. ↑  J.B. Kennedy (2014) (英語). Space, Time and Einstein: An Introduction (revised ed.). Routledge. p. 39. ISBN 978-1-317-48944-3 39ページの抜粋
18. ↑  Richard A. Mould (2001) (英語). Basic Relativity (illustrated, herdruk ed.). Springer Science & Business Media. p. 39. ISBN 978-0-387-95210-9 39ページの抜粋
19. ↑  Jones, Preston; Wanex, L.F. (February 2006). “The clock paradox in a static homogeneous gravitational field”. Foundations of Physics Letters 19 (1):  75–85. doi:10.1007/s10702-006-1850-3.